# György Spiró
György Spiró (n. 1946) este un scriitor maghiar.